# Aeroportul Internațional Paphos
Aeroportul Internațional Paphos (IATA: PFO, ICAO: LCPH) este un aeroport din Timi⁠(d), Districtul Paphos, Cipru ce deservește zona Districtul Paphos. Aeroportul a fost tranzitat în 2022 de 3.179.776 de pasageri.
Situat la o altitudine de 12 m, aeroportul dispune de 1 pistă.

## Infrastructură

### Piste
Aeroportul dispune de o singură pistă. Pista are orientarea 11/29.